# Pobeda (Bačka Topola, Srbija)
Pobeda (ćir.: Победа, mađ.: Pobedabirtok) je naselje u općini Bačka Topola u Sjevernobačkom okrugu u Vojvodini.

## Stanovništvo
U naselju Pobeda živi 342 stanovnika, od čega 273 punoljetna stanovnika, prosječna starost stanovništva je 41,1 godina (40,6 kod muškaraca i 41,5 kod žena). U naselju ima 131 domaćinstvo, a prosječan broj članova po domaćinstvu je 2,58.
Prema popisu iz 1991. godine u naselju je živjelo 380 stanovnika.
| Etnički sastav 2002. |            |        |
| Narod                | Stanovnika |        |
| Mađari               | 161        | 47,07% |
| Srbi                 | 104        | 30,40% |
| Hrvati               | 23         | 6,72%  |
| Nijemci              | 5          | 1,46%  |
| Jugoslaveni          | 3          | 0,87%  |
| Crnogorci            | 2          | 0,58%  |
| Bunjevci             | 1          | 0,29%  |
| nepoznato            | 0          | 0,0%   |

| broj stanovnika | 148   | 346   | 338   | 317   | 420   | 380   | 342   |
|                 | 1948. | 1953. | 1961. | 1971. | 1981. | 1991. | 2001. |

## Vanjske poveznice
- Karte, položaj vremenska prognoza[neaktivna poveznica]